# Chant jazz
Pour le courant du jazz, voir Jazz vocal.

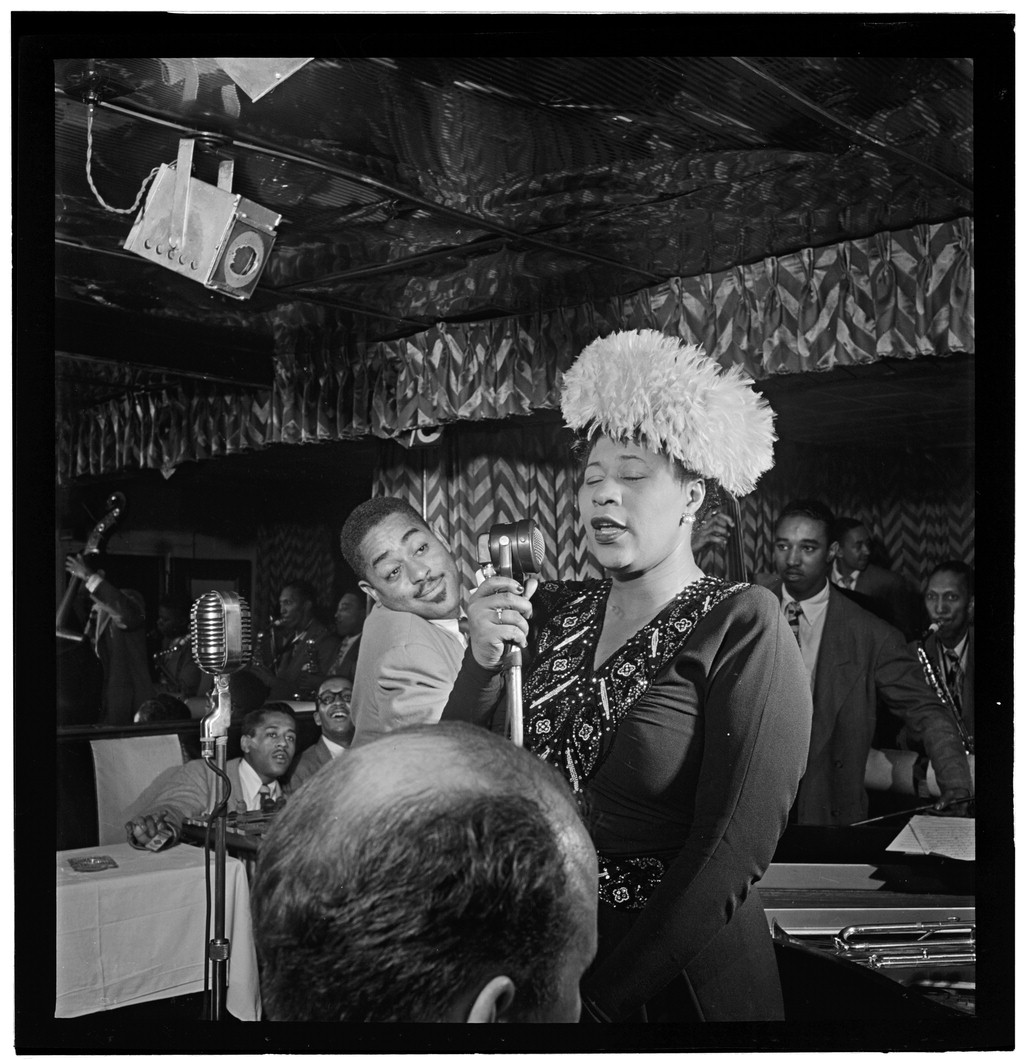
La chanteuse de jazz Ella Fitzgerald (1917-1996) en concert avec Duke Ellington et d'autres musiciens, en septembre 1947. Surnommée « la Reine du jazz », elle est connue pour ses capacités d'improvisation vocale, et notamment de scat.

Le chant jazz est le fait d'utiliser la voix en tant qu'instrument musical dans une composition de jazz. Le chanteur de jazz peut accompagner une composition instrumentale en chantant des paroles, écrites ou improvisées, à la manière du chant classique ou pop/rock. Les standards de jazz désignent le répertoire des plus grandes chansons de jazz. Il peut également les chanter à la manière de solos instrumentaux (vocalese) ou utiliser des onomatopées plutôt que des paroles (scat). Enfin, le chant jazz peut prendre la forme d'une imitation du son d'un instrument, en utilisant des syllabes sans morphèmes.

## Histoire

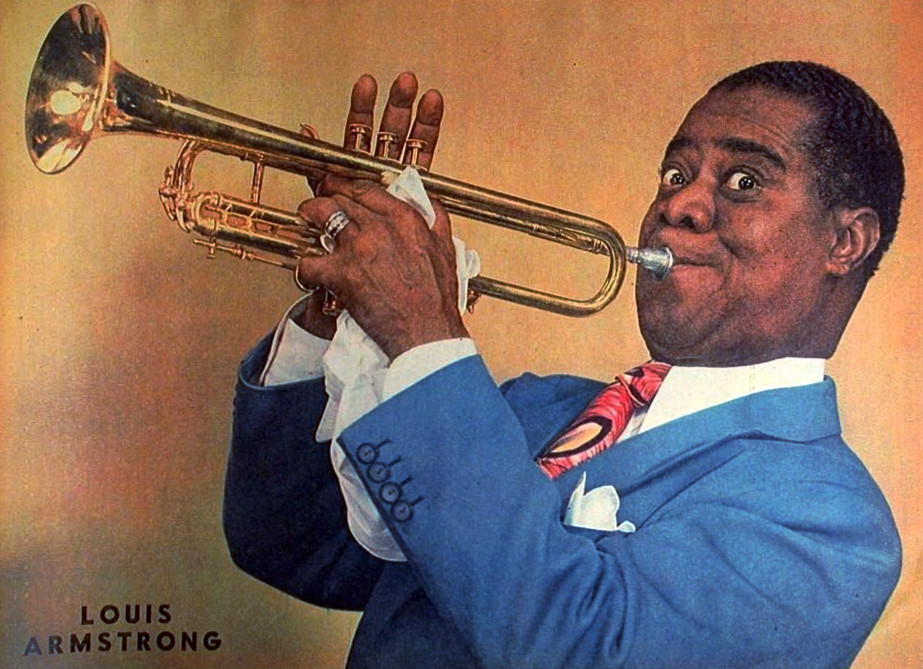
Louis Armstrong en 1947. Avec Adelaïde Hall, il popularisa la technique vocale du scat, bien qu'il n'en fut pas l'inventeur.

Les genres musicaux aux sources du jazz accordent une large place au chant, notamment les chants de travail, le gospel et le negro spiritual. Le blues maintient cette tradition vocale, et des chanteuses comme Ma Rainey et Bessie Smith participent à faire évoluer la musique populaire américaine. Les premiers orchestres de jazz n'emploient que très rarement des chanteurs, hormis ceux dont la musique a une tonalité proche du blues : en 1917, le Original Dixieland Jass Band fait ainsi appel à la chanteuse Sara Martin. 
C'est Louis Armstrong qui, le premier, fait du chant une catégorie de jazz à part entière, après avoir réalisé qu'un chanteur pouvait improviser de la même manière qu'un musicien. Tout comme la chanteuse Adelaïde Hall, il fait du scat la forme principale de chant jazz. Une légende voudrait que Louis Armstrong ait inventé le scat en improvisant après avoir fait tomber sa partition en enregistrant Heebie Jeebies, en 1926, mais il ne l'a jamais revendiqué. De plus, des musiciens comme Don Redman, Cliff Edwards ou Red Nichols ont enregistré des exemples de scat avant Armstrong. Toutefois, c'est avec Heebie Jeebies et Creole Love Call (1927) de Duke Ellington et Adelaïde Hall que le scat touche un plus grand public et commence à se développer. La chanson I'm A Ding Dong Daddy From Dumas est un exemple d'innovation vocale : Armstrong chante « I've done forgot the words ! » (« J'ai oublié les paroles ! ») au milieu de l'enregistrement, puis chante la suite en scat.
Dans les années 1930 débute Billie Holiday, l'une des plus grandes chanteuses de jazz, qui définissait ainsi son art : « Je n'ai pas l'impression de chanter. J'ai l'impression de jouer du cor ». Sa voix ne couvrait qu'un peu plus d'une octave, mais elle compensait cette lacune avec un phrasé nuancé et un chant basé sur l'émotion immédiate, ce qu'admirait alors le jeune Frank Sinatra.

## Caractéristiques
Le chant occupe une place centrale dans les genres musicaux à l'origine du jazz, comme les chants de travail des esclaves et les complaintes des guitaristes de blues. Louis Armstrong en fait une forme d'instrument à part entière et donne également naissance au scat. Le chant jazz existe tout au long de l'histoire du jazz et influence un grand nombre de chanteurs de soul, funk, disco et hip-hop.
Le jazz vocal est un sous-genre regroupant les compositions de jazz où la voix tient une place prédominante. Outre Louis Armstrong, les principaux chanteurs de jazz sont Billie Holiday, Ella Fitzgerald, Nina Simone, Cab Calloway, Ray Charles et Nat King Cole. Des artistes dont la technique vocale et les chansons sont proches de la musique jazz y sont parfois associés, comme Frank Sinatra, Dean Martin, Bing Crosby ou Gene Kelly, et plus récemment Diana Krall, Norah Jones, Michael Bublé et Amy Winehouse. Le répertoire du jazz vocal comprend généralement la musique du Great American Songbook, mais la musique populaire contemporaine est souvent arrangée pour les ensembles de jazz vocal en plus de la musique originale. Ces arrangements/musique originale font généralement appel au langage harmonique du jazz, à l'improvisation et à des rythmes dérivés de la musique syncrétisée des traditions d'Afrique de l'Ouest, afro-américaines et musique classique européenne. Cela inclut le swing, ainsi que le latin jazz, le jazz fusion et le rhythm and blues.